# كوينزتون (أونتاريو)
كوينزتون (بالإنجليزية: Queenston)‏ هي قرية صغيرة تابعة لبلدة نياجارا أون ذا ليك (بالإنجليزية: Niagara-on-the-Lake)‏، أونتاريو، كندا. أنشأها القاضي الاسكتلندي روبرت هاملتون (14 سبتمبر 1753 - 8 مارس 1809) في أواخر القرن الثامن عشر لتكون ممراً للبضائع من وإلى نهر نياجارا، مروراً بقرية لويستون الساحلية الأمريكية، إسمها الحالي مشتق من اسم الكتيبة البريطانية كوينز رينجرز (بالإنجليزية: Queen's Rangers)‏ التي عسكرت فيها في 1792. تم إلحاقها ببلدة نياجارا أون ذا ليك في 1970.

## معالم القرية
- منزل لورا سيكورد (Laura Secord)، بطلة حرب 1812 الذي حولته لجنة متنزهات نياجارا (Niagara Parks Commission) إلى متحف. وقصة لورا أنها سارت 30 كيلومتراً، من كوينزتون إلى بيفر دامز (Beaver Dams) لتحذير جيمس فيتزجيبون (James FitzGibbon)، بطل حرب 1812 عن نية القوات الأمريكية الهجوم على مقره.[3]
- منزل الصحفي والسياسي الإسكتلندي وليام ليون ماكينزي (William Lyon Mackenzie)، أول عمدة لتورنتو، وأحد زعماء التمرد في 1837، وهو شخصية محورية في مرحلة ما قبل الكونفدرالية.[4] وتحولَ الآن إلى متحف أيضاً.
- مدرسة إحياء الفنون (School of restoration arts).
- متحف ريفربرنك للفنون (RiverBrink Art Museum)، والذي يضم نماذج من الفنون التي نشأت في كندا.
- النصب التذكاري للميجر جنرال البريطاني إسحق بروك، الذي دَمَّرَ الزوارق الأمريكية في معركة مرتفعات كوينزتون، أولى المعارك الكبرى في حرب 1812، وقُتِلَ أثناء المعركة.[5]

## أعلام
- جون ريتشاردسون
- جون سويفت
- جون هاميلتون